# Java Web Start
Pour les articles homonymes, voir JWS.
Java Web Start (JWS) est un outil informatique de déploiement de logiciels fondés sur la technique Java, intégré au JRE depuis sa version 5 et supprimé par Oracle depuis la version 11 du JRE.

## Sécurité
La technique Java Web Start est construite sur la plate-forme Java 2, ce qui assure une architecture étendue de sécurité. Par défaut, les applications lancées avec Java Web Start s'exécutent dans un environnement réservé (« bac à sable ») à partir duquel l'accès aux fichiers et au réseau est limité. Par conséquent, le lancement d'applications à l'aide de Java Web Start préserve la sécurité et l'intégrité du système.
Une application peut demander un accès sans restriction au système. Dans ce cas, Java Web Start affiche un avertissement de sécurité dans une boîte de dialogue lorsque l'application est lancée pour la première fois. Cet avertissement présente des informations sur le fournisseur qui a développé l'application. En acceptant de faire confiance au fournisseur, l'application est lancée. Les informations relatives à l'origine de l'application sont fondées sur une signature numérique.

## Utilisation de Java Web Start
Java Web Start permet de lancer des applications fondées sur la technique Java directement à partir du Web. Il est possible de lancer une application de trois manières différentes :
- À partir d'un navigateur Web, en cliquant sur un lien ;
- À partir du gestionnaire d'applications intégré de Java Web Start, qui assure le suivi des applications récemment utilisées et permet d'accéder rapidement à celles-ci ;
- À partir d'icônes placées sur le bureau ou du menu Démarrer (Windows seulement).

Quel que soit le mode de lancement utilisé, Java Web Start se connecte toujours au serveur Web pour déterminer si une nouvelle version de l'application est disponible.

### Lancement à partir d'un navigateur Web
La page des démos Java Web Start présente des liens vers des applications qui peuvent être lancées à l'aide d'un simple clic de souris. Le navigateur Web lance Java Web Start, qui télécharge, met en cache et exécute l'application choisie. Un deuxième lancement d'une application est beaucoup plus rapide que le premier. Dans ce cas, l'application est en effet disponible localement et ne doit plus être téléchargée.
La plupart des démos de la page se téléchargent et s'exécutent sans intervention de l'utilisateur. Ces applications tournent dans un environnement réservé, d'où elles ne peuvent accéder ni au disque local, ni au réseau.
Certaines démos exigent des privilèges supplémentaires, comme l'accès au disque dur local. Une boîte de dialogue de sécurité indiquera l'origine de chacune de ces applications, telle que déterminée par sa signature numérique. L'application ne s'exécute que si on décide de faire confiance à son fournisseur.
Fonctionnement de Java Web StartLes liens qui lancent les applications sont en fait des liens HTML standard. Cependant, plutôt que de pointer vers une autre page Web, ils donnent accès à un fichier spécial de configuration appelé fichier JNLP. Le navigateur Web identifie l'extension ou le type MIME du fichier, et détermine qu'il est associé à Java Web Start. Il lance alors Java Web Start en lui fournissant en argument le fichier JNLP téléchargé. Java Web Start télécharge, met en cache puis exécute l'application selon les instructions du fichier JNLP.

### Lancement à partir du gestionnaire d'applications intégré
Le gestionnaire d'applications est intégré au produit Java Web Start. Il permet de lancer rapidement et facilement des applications préalablement exécutées par Java Web Start. Il combine un menu historique et un menu Démarrer/Programmes pour les applications fondées sur la technique Java et déployées à partir du Web. Le gestionnaire d'applications permet aussi de se connecter à la page d'accueil d'une application et d'afficher des informations supplémentaires la concernant.
Pour lancer une application à partir du gestionnaire d'applications, on double-clique sur l'icône correspondante ou on clique sur le bouton de lancement.
Autre fonctionnalité du gestionnaire d'applications, la boîte de dialogue des préférences permet d'examiner et de modifier les paramètres utilisés par Java Web Start. Par exemple, certains onglets permettent de :
- Spécifier un proxy HTTP (ou de configurer Java Web Start pour qu'il utilise les paramètres par défaut du navigateur).
- Effacer le cache des applications téléchargées.
- Spécifier les emplacements des différentes versions de JRE.
- Spécifier si une console Java doit être affichée.
- Afficher l'ensemble des certificats de sécurité racines.

Le gestionnaire d'applications est lancé lorsqu'on clique sur l'icône Java Web Start sur le bureau ou dans le menu Démarrer de Windows. Sous l'environnement d'exploitation Solaris et sous Linux, il se lance à l'aide de la commande javaws, à partir du répertoire d'installation de Java Web Start. Il est également possible de lancer le gestionnaire d'applications à partir d'un navigateur Web.

### À partir d'icônes placées sur le bureau ou du menu Démarrer (Windows seulement).
Java Web Start peut créer automatiquement des raccourcis sur le bureau et dans le menu Démarrer de Windows pour les applications fondées sur la technique Java et déployées par la voie du Web. Par défaut, Java Web Start demande si un raccourci doit être créé lors du deuxième lancement d'une application. Il est possible de modifier cela dans la boîte de dialogue des préférences.
Des raccourcis peuvent aussi être ajoutés ou retirés à l'aide des options de menu Application/Créer raccourcis et Application/Retirer raccourcis du gestionnaire d'applications.

### Utilisation de Java Web Start derrière un serveur proxy ou un pare-feu
Java Web Start doit être configuré avec les paramètres de proxy qui lui permettront de lancer des applications de l'extérieur de votre pare-feu. Java Web Start essaiera de détecter automatiquement les paramètres de proxy à partir du navigateur par défaut du système. Java Web Start prend en charge la plupart des scripts de configuration automatique de proxy web. Il peut détecter les paramètres de proxy dans la majorité des environnements.
Si les paramètres de proxy ne peuvent être détectés automatiquement, on doit les spécifier manuellement lors de la première utilisation de Java Web Start. Java Web Start demandera aussi le nom d'utilisateur et le mot de passe requis pour accéder à un serveur proxy d'authentification. Ces nom d'utilisateur et mot de passe seront stockés pour l'instance en cours de Java Web Start. Cependant, chaque fois qu'une nouvelle machine virtuelle Java est appelée lors de l'accès à un site Web sécurisé, les nom d'utilisateur et mot de passe seront redemandés (ces informations sont stockées dans une même instance d'une machine virtuelle Java).
On peut aussi utiliser la boîte de dialogue des préférences de Java Web Start pour consulter ou modifier les paramètres de proxy. On lance le gestionnaire d'applications en cliquant sur l'icône appropriée du bureau (sous Windows) ou on tape ./javaws dans le répertoire d'installation de Java Web Start (sous Solaris/Linux), puis on sélectionne Edit/Preferences. Si l'accès au Web se fait par l'intermédiaire d'un serveur proxy, il est recommandé d'utiliser la boîte de dialogue des préférences de Java Web Start pour vérifier qu'elles sont correctement configurées.

### Applications Java Web Start
- (en) Tutoriel officiel
- (fr) Le logiciel d'aménagement d'intérieur open source Sweet Home 3D
- (fr) Le logiciel de jeu de GO en ligne CGoban 3